# Coppa delle nazioni africane Under-23 2019
La Coppa delle nazioni africane Under-23 2019 è stata la terza edizione della competizione omonima.
Previsto inizialmente in Zambia, il torneo venne delocalizzato per rinuncia di quest'ultima.
Il 23 settembre 2017 venne assegnata l'organizzazione del torneo all'Egitto.
Le migliori tre squadre di ogni edizione si qualificano per i Giochi olimpici del 2020, mentre la quarta classificata disputa uno spareggio con una omologa nazionale asiatica.

## Squadre partecipanti
| Squadra            |
| ------------------ |
| Egitto (ospitante) |
| Camerun            |
| Ghana              |
| Costa d'Avorio     |
| Mali               |
| Nigeria            |
| Sudafrica          |
| Zambia             |

## Stadi
Il Cairo ospita il torneo per un totale di due stadi.
| Stadio internazionale del Cairo | Stadio Al Salam  |
| Capienza: 75 000                | Capienza: 30 000 |
|                                 |                  |

## Fase a gironi

### Gruppo A
| Pos. | Squadra | Pt | G | V | N | P | GF | GS | DR |
| ---- | ------- | -- | - | - | - | - | -- | -- | -- |
| 1.   | Egitto  | 9  | 3 | 3 | 0 | 0 | 6  | 3  | +5 |
| 2.   | Ghana   | 4  | 3 | 1 | 1 | 1 | 5  | 4  | +1 |
| 3.   | Camerun | 4  | 3 | 1 | 1 | 1 | 3  | 3  | 0  |
| 4.   | Mali    | 0  | 3 | 0 | 0 | 3 | 0  | 4  | -4 |

#### Risultati
| Arbitro: | Georges Gatogato |

|             |           |  |
| Mostafa 29’ | Marcatori |  |

| Arbitro: | Lahlou Benbraham |

|           |           |                |
| Evina 59’ | Marcatori | 87’ H.Mohammed |

| Arbitro: | Ali Mohamed Adelaide |

|  |           |           |
|  | Marcatori | 34’ Evina |

| Arbitro: | Daouda Guèye |

|                     |           |                                 |
| Yeboah 6’ Obeng 46’ | Marcatori | 17’ Mostafa 82’ Sobhi 88’ Rayan |

| Arbitro: | Andofetra Rakotojaona |

|                 |           |          |
| Mostafa 27’ 50’ | Marcatori | 27’ Ayuk |

| Arbitro: | Pierre Atcho |

|  |           |                 |
|  | Marcatori | 74’ 85’ Kwabena |

### Gruppo B
| Pos. | Squadra        | Pt | G | V | N | P | GF | GS | DR |
| ---- | -------------- | -- | - | - | - | - | -- | -- | -- |
| 1.   | Costa d'Avorio | 6  | 3 | 2 | 0 | 1 | 2  | 1  | +1 |
| 2.   | Sudafrica      | 5  | 3 | 1 | 2 | 0 | 1  | 0  | +1 |
| 3.   | Nigeria        | 4  | 3 | 1 | 1 | 1 | 3  | 2  | +1 |
| 4.   | Zambia         | 1  | 3 | 0 | 1 | 2 | 1  | 4  | -3 |

#### Risultati
| Arbitro: | Mohamed Maarouf |

|  |           |                  |
|  | Marcatori | 71’ (rig.) Gnaka |

| Il Cairo 9 novembre 2019, ore 22:00 | Sudafrica         | 0 – 0 | Zambia | Stadio Al Salam\| Arbitro: \| Salima Mukansanga \| |
| Arbitro:                            | Salima Mukansanga |       |        |                                                    |

| Arbitro: | Souleiman Ahmed Djama |

|  |           |             |
|  | Marcatori | 79’ Mokoena |

| Arbitro: | Slim Belkhouas |

|          |           |                                        |
| Daka 12’ | Marcatori | 16’ Okwonkwo 65’ Nwakali 90+3’ Awoniyi |

| Il Cairo 15 novembre 2019, ore 20:00 | Nigeria       | 0 – 0 | Sudafrica | Stadio Al Salam\| Arbitro: \| Boubou Traoré \| |
| Arbitro:                             | Boubou Traoré |       |           |                                                |

| Arbitro: | Louis Houngnandande |

|            |           |  |
| Dabila 61’ | Marcatori |  |

## Fase a eliminazione diretta

### Tabellone
|  | Semifinali     | Semifinali     | Semifinali     |                |        | Finale          | Finale          | Finale          |  |
|  |                |                |                |                |        |                 |                 |                 |  |
|  | Egitto         | Egitto         | 3              |                |        |                 |                 |                 |  |
|  | Egitto         | Egitto         | 3              |                |        |                 |                 |                 |  |
|  | Sudafrica      | Sudafrica      | 0              |                |        |                 |                 |                 |  |
|  | Sudafrica      | Sudafrica      | 0              |                | Egitto | Egitto          | 2 (dts)         |                 |  |
|  |                |                |                |                | Egitto | Egitto          | 2 (dts)         |                 |  |
|  |                |                | Costa d'Avorio | Costa d'Avorio | 1      |                 |                 |                 |  |
|  | Costa d'Avorio | Costa d'Avorio | Costa d'Avorio | Costa d'Avorio | 1      | 2 (3)           |                 |                 |  |
|  | Costa d'Avorio | Costa d'Avorio |                |                |        | 2 (3)           |                 |                 |  |
|  | Ghana          | Ghana          | 2 (2)          |                |        | Finale 3º posto | Finale 3º posto | Finale 3º posto |  |
|  | Ghana          | Ghana          | 2 (2)          |                |        |                 |                 |                 |  |
|  |                |                |                |                |        |                 |                 |                 |  |
|  |                |                |                |                |        | Sudafrica       | Sudafrica       | 2 (6)           |  |
|  |                |                |                |                |        | Sudafrica       | Sudafrica       | 2 (6)           |  |
|  |                |                |                |                |        | Ghana           | Ghana           | 2 (5)           |  |

### Semifinali
| Arbitro: | Lahlou Benbraham |

|                           |                      |                                     |
| Dao 13’ 85’               | Marcatori            | 51’ Yaw Yeboah 90+2’ Mensah         |
| Diallo Keita Traorè Kouao | Tiri di rigore 3 – 2 | Lomotey Kudjoe Mensah Obeng Kwabena |

| Arbitro: | Daouda Guèye |

|                                |           |  |
| Magdy 84’ 89’ Sobhi 49’ (rig.) | Marcatori |  |

### Finale 3º posto
| Arbitro: | Boubou Traoré |

|                                                              |                      |                                                        |
| H.Mohammed 15’ (aut.) Mahlatsi 62’                           | Marcatori            | 50’ Mensah 85’ Obeng                                   |
| Malepe Margeman Mukumela Singh Dlala Mohamme Kodisang Foster | Tiri di rigore 6 – 5 | Lomotey Mensah Issah Fobi Obeng Sarpong Fuseini Cudjoe |

### Finale
| Arbitro: | Andofetra Rakotojaona |

|                         |           |             |
| El Eraki 37’ Sobhi 114’ | Marcatori | 89’ Doumbia |

Egitto
(1º titolo)